# وادي أنتلوب

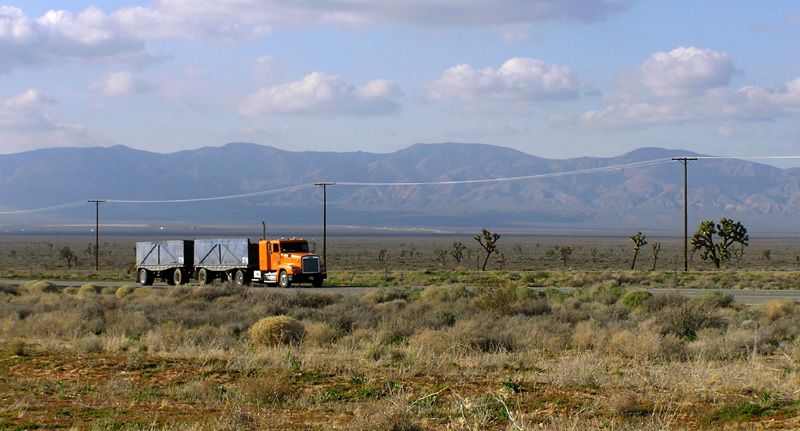
شاحنة تقطع وادي أنتلوب، وتظهر في الأفق جبال تيهاتشابي

يقع وادي أنتلوب في ولاية كاليفورنيا، تقع في شمال مقاطعة لوس أنجلوس، والجزء الجنوبي الشرقي من مقاطعة كيرن، وهو يشكل الجهة الغربية من وادي الموت، ويقع بين جبال تيهاتشابي وجبال سان غابرييل. وقد تمت تسمية الوادي بهذا الاسم ويعني وادي الظباء لأن ظباء برونغهورن كانت تجوب هناك حتى يتم القضاء عليها من قبل الصيادين ثم الأحول الجوية في الثمانينات، ولهذا سمي بوادي الظباء.وأما المدن الرئيسية في أنتلوب فالي فهي بلدة بالمديل ولانكستر.